# María Beatriz Nofal
María Beatriz Nofal (Ciudad de Mendoza, 7 de octubre de 1952) es una economista y política argentina, perteneciente a la Unión Cívica Radical.

## Biografía

### Primeros años y estudios
En 1975 obtuvo una licenciatura en sociología en la Universidad Nacional de Cuyo. En 1978 emigró a los Estados Unidos.
Obtuvo un doctorado en economía de la Universidad Johns Hopkins en 1983. También realizó estudios de postgrado en el Instituto de Estudios Sociales de La Haya y la Universidad de París.

### Carrera política
En 1985, ingresó en el sector público como asesora en la Subsecretaría de Política Económica del Ministerio de Economía de la Nación. Luego fue subsecretaria de Desarrollo Industrial de la Secretaría de Industria y Comercio Exterior entre enero de 1986 y enero de 1989, durante la presidencia de Raúl Alfonsín. En el cargo, negoció acuerdos de integración entre Argentina y Brasil, y de acuerdos de financiamiento externo con el Banco Mundial y España.
Fue diputada nacional por la ciudad de Buenos Aires entre 1999 y 2002, cuando renunció al cargo. En las elecciones presidenciales de 2003 apoyó la candidatura de Ricardo López Murphy.
En octubre de 2006 fue designada presidenta de la Agencia Nacional de Desarrollo de Inversiones del Ministerio de Economía de la Nación, organismo creando en ese año durante la presidencia de Néstor Kirchner. En 2008, con la creación del Ministerio de Industria durante la presidencia de Cristina Fernández de Kirchner, la Agencia fue transferida a esa cartera. En agosto de 2010, el organismo fue disuelto y sus funciones fueron absorbidas por la Secretaría de Comercio y Relaciones Económicas Internacionales de la Cancillería Argentina.
El 6 de marzo de 2017, el presidente Mauricio Macri la designó como representante Especial para Asuntos Relativos al Grupo de los 20 de la Cancillería Argentina, con rango y jerarquía de Secretaria de Estado y tratamiento protocolar como embajadora. El cargo fue creado debido a los preparativos de la cumbre del G-20 de Buenos Aires a realizarse en 2018. El 31 de agosto de 2017 renunció al cargo.

### Carrera privada y académica
Desde 1989 dirige su propia consultora. También ha sido consultora externa del Banco Interamericano de Desarrollo y del Banco Mundial.
Ha sido profesora de la Universidad Católica Argentina y en la sede Buenos Aires de la Universidad de Bolonia. También ha sido profesora asistente en la Universidad de Johns Hopkins y el Instituto Tecnológico de Massachussets.
También integra el Consejo Argentino para las Relaciones Internacionales (CARI).

## Obras
Es autora de Absentee Entrepreneurship and the Dynamics of the Motor Vehicle Industry in Argentina, publicado en 1989. El libro es un estudio del desarrollo de la industria automotriz argentina, que incluye «un examen detallado de la dinámica de esta industria en un contexto de desarrollo y subdesarrollo en Argentina» y un análisis de «la evolución económica interna y la geografía de la industria».

## Condecoraciones
- Orden al Mérito, Chile (2003).[4]
- Comendador de la Orden de Río Branco, Brasil (1989).[4]